# All Power to the People
Pour plus de détails, voir Fiche technique et Distribution.
All Power to the People: The Black Panther Party and Beyond est un documentaire réalisé en 1996 par Lee Lew-Lee. Le film raconte l'histoire du Black Panther Party, de ses dirigeants et de ses membres. Il relate également brièvement l'histoire de l'American Indian Movement et de la Black Liberation Army.
Il couvre les assassinats et les méthodes utilisées pour diviser, détruire et emprisonner des personnalités clés au sein du parti. Il se compose principalement de séquences d'archives et d'interviews d'anciens membres de l'organisation et d'agents du gouvernement. Le documentaire est diffusé dans 24 pays sur douze réseaux aux États-Unis, au Canada, en Europe, en Asie et en Australie entre 1997 et 2000.

## Personnes interviewées

### Membres des organisations du Black Power
- Mumia Abu-Jamal : membre du Black Panther Party (1969-1971)
- Dhoruba bin Wahad (en) : membre du Black Panther Party (1968-1971)
- Sofiya Alston Bukhari : membre du Black Panther Party (1969-1971) et de la Black Liberation Army (1972-1974)
- Kathleen Cleaver : membre du comité central du Black Panther Party (1967-1971)
- Emory Douglas : membre du comité central du Black Panther Party (1967-1972)
- George Edwards : membre du Black Panther Party (1969-1974)
- Herman Ferguson : member de Republic of New Afrika
- Ronald Freeman : membre du Black Panther Party (1968-1971)
- Ali Bey Hassan : membre du Black Panther Party (1968-1971) et de la Black Liberation Army (1971-1973)
- Kim Holder : membre du Black Panther Party (1969-1971)
- Mark Holder : membre du Black Panther Party (1969-1971) et de la Black Liberation Army (1971-1972)
- Michael McCarty : membre du Black Panther Party (1968-1971) et docteur en acupuncture
- Thomas McCreary : membre du Black Panther Party (1968-1971)
- Somaya Moore : membre du Black Panther Party (1969-1971)
- Bobby Seale : cofondateur et président du Black Panther Party (1966-1974)
- Mutulu Shakur : membre de la Black Liberation Army et acupuncture doctor
- Ron Wilkins : vice-président du Student Nonviolent Coordinating Committee (1968-1969)

### Agents du gouvernement
- Philip Agee : officier de la Central Intelligence Agency (1958-1969)
- Ramsey Clark : procureur général des États-Unis (1965-1968)
- M. Wesley Swearingen (en) : agent spécial du Federal Bureau of Investigation (1950-1977)
- William Turner : agent spécial du Federal Bureau of Investigation (1950-1961)

### Autres
- Ward Churchill (en) : membre du American Indian Movement
- Alex Constantine : chercheur privé
- Donald Freed (en) : chercheur privé
- John Judge : enquêteur privé sur les assassinats
- Yuri Kochiyama : activiste américano-asiatique, ami de Malcolm X
- Sarah McClendon : membre du White House Press Corps (1931-1996)
- Jim McCluskey : fondateur de Centurion Ministries (en)
- Charles Mingus III : artiste
- Nobuko Miyamoto : activiste nippo-américain
- Gordon Parks : photojournaliste du magazine Life (1949-1971)
- Leonard Peltier : membre du American Indian Movement
- Jim Vander Wal : chercheur privé

## Récompenses
- Grand Prize, Roy W. Dean Awards, 1995[2]
- Windy City International Documentary Festival (Columbia College Chicago), 1997
- Paul Robeson Grant Award, Paul Robeson Fund for Independent Media, 1997
- Robert Townsend Tenacity Award, Roy W. Dean Awards, 1997
- Paul Robeson Award for Excellence in Independent Filmmaking, Newark Film Festival (Mobil Oil / Newark Museum), 1997
- Critic's Award, Southern Film Festival Memphis Black Writer's Conference, 1999[1]
- Best Director, Finalist, Gordon Parks Award (MTV/IFP), 1998[1]
- Black Filmworks Award, Black Filmmakers Hall of Fame (en), 1998[1]
- Best Historical Documentary, National Black Programming Consortium (ITVS/PBS), 1998